# Duelul tăcut
Duelul tăcut este un film japonez din 1949, regizat de Akira Kurosawa.